# Зелёное (Синельниковский район)
Зелёное (укр. Зелене) — село,
Варваровский сельский совет,
Синельниковский район,
Днепропетровская область,
Украина.
Код КОАТУУ — 1224880507. Население по переписи 2001 года составляло 26 человек.

## Географическое положение
Село Зелёное находится на правом берегу реки Осокоровка,
выше по течению на расстоянии в 1 км расположено село Марьевское,
ниже по течению на расстоянии в 5 км расположено село Вороново.